# یواس‌اس کارولینای جنوبی (بی‌بی-۲۶)

{{Infobox ship characteristics
یواس‌اس کارولینای جنوبی (بی‌بی-۲۶) (به انگلیسی: USS South Carolina (BB-26)) یک کشتی بود که طول آن *۴۵۲ فوت ۹ اینچ (۱۳۸ متر) (overall length بود. این کشتی در سال ۱۹۰۸ ساخته شد.